# Liste der Nummer-eins-R&B-Alben in den USA (2009)
Dies ist eine Liste der Nummer-eins-Alben in den von Billboard ermittelten Verkaufscharts für R&B- sowie Rap-Alben in den USA im Jahr 2009. In diesem Jahr erreichten einunddreißig R&B-Alben und achtzehn Rap-Alben Nummer-eins-Status.

## R&B-Alben (Top 100)
| ← 2008 ← | Liste der Nummer-eins-R&B-Alben in den USA | Liste der Nummer-eins-R&B-Alben in den USA | Liste der Nummer-eins-R&B-Alben in den USA                        | 2010 →                    |
| \| Zeitraum \| Wo. ges. \| Interpret \| Titel \| Zusätzliche Informationen \| \| (Zeitraum, Wochen auf Platz eins, Interpret, Titel, zusätzliche Informationen) \| \| \| \| \| \| ------------------------------------------------------------------------------ \| -------- \| --------------------- \| -------------------------------------------------------------------- \| ------------------------- \| \| 27. Dezember 2008 – 2. Januar 2009 1 Woche (insgesamt 1) \| 1 \| Musiq Soulchild \| OnMyRadio[1] \| – \| \| 3. Januar 2009 – 30. Januar 2009 4 Wochen (insgesamt 4) \| 4 \| Keyshia Cole \| A Different Me[2] \| – \| \| 31. Januar 2009 – 6. Februar 2009 1 Woche (insgesamt 1) \| 1 \| The Notorious B.I.G. \| Notorious: Music from and Inspired by the Original Motion Picture[3] \| – \| \| 7. Februar 2009 – 20. Februar 2009 2 Wochen (insgesamt 6) \| 6 \| Keyshia Cole \| A Different Me \| – \| \| 21. Februar 2009 – 27. Februar 2009 1 Woche (insgesamt 1) \| 1 \| Jamie Foxx \| Intuition[4] \| – \| \| 28. Februar 2009 – 6. März 2009 1 Woche (insgesamt 1) \| 1 \| Bobby V \| The Rebirth[5] \| – \| \| 7. März 2009 – 13. März 2009 1 Woche (insgesamt 1) \| 1 \| Charlie Wilson \| Uncle Charlie[6] \| – \| \| 14. März 2009 – 27. März 2009 2 Wochen (insgesamt 3) \| 3 \| Jamie Foxx \| Intuition[7] \| – \| \| 28. März 2009 – 10. April 2009 2 Wochen (insgesamt 2) \| 2 \| The-Dream \| Love vs. Money[8] \| – \| \| 11. April 2009 – 17. April 2009 1 Woche (insgesamt 1) \| 1 \| Keri Hilson \| In a Perfect World…[9] \| – \| \| 18. April 2009 – 24. April 2009 1 Woche (insgesamt 1) \| 1 \| Prince / Bria Valente \| Lotusflow3r / MPLSound / Elixer[10] \| – \| \| 25. April 2009 – 1. Mai 2009 1 Woche (insgesamt 1) \| 1 \| Jadakiss \| The Last Kiss[11] \| – \| \| 2. Mai 2009 – 8. Mai 2009 1 Woche (insgesamt 1) \| 1 \| Day26 \| Forever in a Day[12] \| – \| \| 9. Mai 2009 – 22. Mai 2009 2 Wochen (insgesamt 2) \| 2 \| Rick Ross \| Deeper Than Rap[13] \| – \| \| 23. Mai 2009 – 29. Mai 2009 1 Woche (insgesamt 1) \| 1 \| Chrisette Michele \| Epiphany[14] \| – \| \| 30. Mai 2009 – 5. Juni 2009 1 Woche (insgesamt 1) \| 1 \| Cam’ron \| Crime Pays[15] \| – \| \| 6. Juni 2009 – 26. Juni 2009 3 Wochen (insgesamt 3) \| 3 \| Eminem \| Relapse[16] \| – \| \| 27. Juni 2009 – 10. Juli 2009 2 Wochen (insgesamt 2) \| 2 \| The Black Eyed Peas \| The E.N.D.[17] \| – \| \| 11. Juli 2009 – 17. Juli 2009 1 Woche (insgesamt 1) \| 1 \| Ginuwine \| A Man's Thoughts[18] \| – \| \| 18. Juli 2009 – 24. Juli 2009 1 Woche (insgesamt 1) \| 1 \| Jeremih \| Jeremih[19] \| – \| \| 25. Juli 2009 – 14. August 2009 3 Wochen (insgesamt 3) \| 3 \| Maxwell \| BLACKsummers'night[20] \| – \| \| 15. August 2009 – 21. August 2009 1 Woche (insgesamt 1) \| 1 \| Fabolous \| Loso's Way[21] \| – \| \| 22. August 2009 – 28. August 2009 1 Woche (insgesamt 1) \| 1 \| K'Jon \| I Get Around[22] \| – \| \| 29. August 2009 – 4. September 2009 1 Woche (insgesamt 4) \| 4 \| Maxwell \| BLACKsummers'night \| – \| \| 5. September 2009 – 11. September 2009 1 Woche (insgesamt 1) \| 1 \| Ledisi \| Turn Me Loose[23] \| – \| \| 12. September 2009 – 18. September 2009 1 Woche (insgesamt 1) \| 1 \| LeToya \| Lady Love[24] \| – \| \| 19. September 2009 – 25. September 2009 1 Woche (insgesamt 1) \| 1 \| Whitney Houston \| I Look to You[25] \| – \| \| 26. September 2009 – 16. Oktober 2009 3 Wochen (insgesamt 3) \| 3 \| Jay-Z \| The Blueprint 3[26] \| – \| \| 17. Oktober 2009 – 23. Oktober 2009 1 Woche (insgesamt 1) \| 1 \| Mariah Carey \| Memoirs of an Imperfect Angel[27] \| – \| \| 24. Oktober 2009 – 13. November 2009 3 Wochen (insgesamt 6) \| 6 \| Jay Z \| The Blueprint 3 \| – \| \| 14. November 2009 – 4. Dezember 2009 3 Wochen (insgesamt 3) \| 3 \| Michael Jackson \| This Is It[28] \| – \| \| 5. Dezember 2009 – 11. Dezember 2009 1 Woche (insgesamt 1) \| 1 \| 50 Cent \| Before I Self Destruct[29] \| – \| \| 12. Dezember 2009 – 18. Dezember 2009 1 Woche (insgesamt 1) \| 1 \| Rihanna \| Rated R[30] \| – \| \| 19. Dezember 2009 – 25. Dezember 2009 1 Woche (insgesamt 1) \| 1 \| R. Kelly \| Untitled[31] \| – \| |                                            |                                            |                                                                   |                           |
| ← 2008 |                                            |                                            |                                                                   | → 2010 →                  |
| Zeitraum | Wo. ges.                                   | Interpret                                  | Titel                                                             | Zusätzliche Informationen |
| (Zeitraum, Wochen auf Platz eins, Interpret, Titel, zusätzliche Informationen) |                                            |                                            |                                                                   |                           |
| 27. Dezember 2008 – 2. Januar 2009 1 Woche (insgesamt 1) | 1                                          | Musiq Soulchild                            | OnMyRadio                                                         | –                         |
| 3. Januar 2009 – 30. Januar 2009 4 Wochen (insgesamt 4) | 4                                          | Keyshia Cole                               | A Different Me                                                    | –                         |
| 31. Januar 2009 – 6. Februar 2009 1 Woche (insgesamt 1) | 1                                          | The Notorious B.I.G.                       | Notorious: Music from and Inspired by the Original Motion Picture | –                         |
| 7. Februar 2009 – 20. Februar 2009 2 Wochen (insgesamt 6) | 6                                          | Keyshia Cole                               | A Different Me                                                    | –                         |
| 21. Februar 2009 – 27. Februar 2009 1 Woche (insgesamt 1) | 1                                          | Jamie Foxx                                 | Intuition                                                         | –                         |
| 28. Februar 2009 – 6. März 2009 1 Woche (insgesamt 1) | 1                                          | Bobby V                                    | The Rebirth                                                       | –                         |
| 7. März 2009 – 13. März 2009 1 Woche (insgesamt 1) | 1                                          | Charlie Wilson                             | Uncle Charlie                                                     | –                         |
| 14. März 2009 – 27. März 2009 2 Wochen (insgesamt 3) | 3                                          | Jamie Foxx                                 | Intuition                                                         | –                         |
| 28. März 2009 – 10. April 2009 2 Wochen (insgesamt 2) | 2                                          | The-Dream                                  | Love vs. Money                                                    | –                         |
| 11. April 2009 – 17. April 2009 1 Woche (insgesamt 1) | 1                                          | Keri Hilson                                | In a Perfect World…                                               | –                         |
| 18. April 2009 – 24. April 2009 1 Woche (insgesamt 1) | 1                                          | Prince / Bria Valente                      | Lotusflow3r / MPLSound / Elixer                                   | –                         |
| 25. April 2009 – 1. Mai 2009 1 Woche (insgesamt 1) | 1                                          | Jadakiss                                   | The Last Kiss                                                     | –                         |
| 2. Mai 2009 – 8. Mai 2009 1 Woche (insgesamt 1) | 1                                          | Day26                                      | Forever in a Day                                                  | –                         |
| 9. Mai 2009 – 22. Mai 2009 2 Wochen (insgesamt 2) | 2                                          | Rick Ross                                  | Deeper Than Rap                                                   | –                         |
| 23. Mai 2009 – 29. Mai 2009 1 Woche (insgesamt 1) | 1                                          | Chrisette Michele                          | Epiphany                                                          | –                         |
| 30. Mai 2009 – 5. Juni 2009 1 Woche (insgesamt 1) | 1                                          | Cam’ron                                    | Crime Pays                                                        | –                         |
| 6. Juni 2009 – 26. Juni 2009 3 Wochen (insgesamt 3) | 3                                          | Eminem                                     | Relapse                                                           | –                         |
| 27. Juni 2009 – 10. Juli 2009 2 Wochen (insgesamt 2) | 2                                          | The Black Eyed Peas                        | The E.N.D.                                                        | –                         |
| 11. Juli 2009 – 17. Juli 2009 1 Woche (insgesamt 1) | 1                                          | Ginuwine                                   | A Man's Thoughts                                                  | –                         |
| 18. Juli 2009 – 24. Juli 2009 1 Woche (insgesamt 1) | 1                                          | Jeremih                                    | Jeremih                                                           | –                         |
| 25. Juli 2009 – 14. August 2009 3 Wochen (insgesamt 3) | 3                                          | Maxwell                                    | BLACKsummers'night                                                | –                         |
| 15. August 2009 – 21. August 2009 1 Woche (insgesamt 1) | 1                                          | Fabolous                                   | Loso's Way                                                        | –                         |
| 22. August 2009 – 28. August 2009 1 Woche (insgesamt 1) | 1                                          | K'Jon                                      | I Get Around                                                      | –                         |
| 29. August 2009 – 4. September 2009 1 Woche (insgesamt 4) | 4                                          | Maxwell                                    | BLACKsummers'night                                                | –                         |
| 5. September 2009 – 11. September 2009 1 Woche (insgesamt 1) | 1                                          | Ledisi                                     | Turn Me Loose                                                     | –                         |
| 12. September 2009 – 18. September 2009 1 Woche (insgesamt 1) | 1                                          | LeToya                                     | Lady Love                                                         | –                         |
| 19. September 2009 – 25. September 2009 1 Woche (insgesamt 1) | 1                                          | Whitney Houston                            | I Look to You                                                     | –                         |
| 26. September 2009 – 16. Oktober 2009 3 Wochen (insgesamt 3) | 3                                          | Jay-Z                                      | The Blueprint 3                                                   | –                         |
| 17. Oktober 2009 – 23. Oktober 2009 1 Woche (insgesamt 1) | 1                                          | Mariah Carey                               | Memoirs of an Imperfect Angel                                     | –                         |
| 24. Oktober 2009 – 13. November 2009 3 Wochen (insgesamt 6) | 6                                          | Jay Z                                      | The Blueprint 3                                                   | –                         |
| 14. November 2009 – 4. Dezember 2009 3 Wochen (insgesamt 3) | 3                                          | Michael Jackson                            | This Is It                                                        | –                         |
| 5. Dezember 2009 – 11. Dezember 2009 1 Woche (insgesamt 1) | 1                                          | 50 Cent                                    | Before I Self Destruct                                            | –                         |
| 12. Dezember 2009 – 18. Dezember 2009 1 Woche (insgesamt 1) | 1                                          | Rihanna                                    | Rated R                                                           | –                         |
| 19. Dezember 2009 – 25. Dezember 2009 1 Woche (insgesamt 1) | 1                                          | R. Kelly                                   | Untitled                                                          | –                         |

## Rap-Alben (Top 25)
| ← 2008 ← | Liste der Nummer-eins-R&B-Alben in den USA | Liste der Nummer-eins-R&B-Alben in den USA | Liste der Nummer-eins-R&B-Alben in den USA                        | 2010 →                    |
| \| Zeitraum \| Wo. ges. \| Interpret \| Titel \| Zusätzliche Informationen \| \| (Zeitraum, Wochen auf Platz eins, Interpret, Titel, zusätzliche Informationen) \| \| \| \| \| \| ------------------------------------------------------------------------------ \| -------- \| -------------------- \| ----------------------------------------------------------------- \| ------------------------- \| \| 27. Dezember 2008 – 2. Januar 2009 1 Woche (insgesamt 1) \| 1 \| Common \| Universal Mind Control[32] \| – \| \| 3. Januar 2009 – 30. Januar 2009 4 Wochen (insgesamt 4) \| 4 \| Plies \| Da REAList[33] \| – \| \| 31. Januar 2009 – 13. Februar 2009 2 Wochen (insgesamt 2) \| 2 \| The Notorious B.I.G. \| Notorious: Music from and Inspired by the Original Motion Picture \| – \| \| 14. Februar 2009 – 27. Februar 2009 2 Wochen (insgesamt 6) \| 6 \| Plies \| Da REAList \| – \| \| 28. Februar 2009 – 3. April 2009 5 Wochen (insgesamt 13) \| 13 \| T.I. \| Paper Trail[34] \| – \| \| 4. April 2009 – 10. April 2009 1 Woche (insgesamt 1) \| 1 \| Gorilla Zoe \| Don't Feed da Animals[35] \| – \| \| 11. April 2009 – 17. April 2009 1 Woche (insgesamt 1) \| 1 \| Jim Jones \| Pray IV Reign[36] \| – \| \| 18. April 2009 – 24. April 2009 1 Woche (insgesamt 1) \| 1 \| UGK \| UGK 4 Life[37] \| – \| \| 25. April 2009 – 8. Mai 2009 2 Wochen (insgesamt 2) \| 2 \| Jadakiss \| The Last Kiss \| – \| \| 9. Mai 2009 – 29. Mai 2009 3 Wochen (insgesamt 3) \| 3 \| Rick Ross \| Deeper Than Rap \| – \| \| 30. Mai 2009 – 5. Juni 2009 1 Woche (insgesamt 1) \| 1 \| Cam’ron \| Crime Pays \| – \| \| 6. Juni 2009 – 17. Juli 2009 6 Wochen (insgesamt 6) \| 6 \| Eminem \| Relapse \| – \| \| 18. Juli 2009 – 24. Juli 2009 1 Woche (insgesamt 1) \| 1 \| Maino \| If Tomorrow Comes...[38] \| – \| \| 25. Juli 2009 – 31. Juli 2009 1 Woche (insgesamt 7) \| 7 \| Eminem \| Relapse \| – \| \| 1. August 2009 – 14. August 2009 2 Wochen (insgesamt 2) \| 2 \| Twista \| Category F5[39] \| – \| \| 15. August 2009 – 4. September 2009 3 Wochen (insgesamt 3) \| 3 \| Fabolous \| Loso's Way \| – \| \| 5. September 2009 – 11. September 2009 1 Woche (insgesamt 1) \| 1 \| Sean Paul \| Imperial Blaze[40] \| – \| \| 12. September 2009 – 18. September 2009 1 Woche (insgesamt 4) \| 4 \| Fabolous \| Loso's Way \| – \| \| 19. September 2009 – 25. September 2009 1 Woche (insgesamt 1) \| 1 \| Pitbull \| Rebelution[41] \| – \| \| 26. September 2009 – 4. Dezember 2009 10 Wochen (insgesamt 10) \| 10 \| Jay Z \| The Blueprint 3 \| – \| \| 5. Dezember 2009 – 25. Dezember 2009 3 Wochen (insgesamt 3) \| 3 \| 50 Cent \| Before I Self Destruct \| – \| |                                            |                                            |                                                                   |                           |
| ← 2008 |                                            |                                            |                                                                   | → 2010 →                  |
| Zeitraum | Wo. ges.                                   | Interpret                                  | Titel                                                             | Zusätzliche Informationen |
| (Zeitraum, Wochen auf Platz eins, Interpret, Titel, zusätzliche Informationen) |                                            |                                            |                                                                   |                           |
| 27. Dezember 2008 – 2. Januar 2009 1 Woche (insgesamt 1) | 1                                          | Common                                     | Universal Mind Control                                            | –                         |
| 3. Januar 2009 – 30. Januar 2009 4 Wochen (insgesamt 4) | 4                                          | Plies                                      | Da REAList                                                        | –                         |
| 31. Januar 2009 – 13. Februar 2009 2 Wochen (insgesamt 2) | 2                                          | The Notorious B.I.G.                       | Notorious: Music from and Inspired by the Original Motion Picture | –                         |
| 14. Februar 2009 – 27. Februar 2009 2 Wochen (insgesamt 6) | 6                                          | Plies                                      | Da REAList                                                        | –                         |
| 28. Februar 2009 – 3. April 2009 5 Wochen (insgesamt 13) | 13                                         | T.I.                                       | Paper Trail                                                       | –                         |
| 4. April 2009 – 10. April 2009 1 Woche (insgesamt 1) | 1                                          | Gorilla Zoe                                | Don't Feed da Animals                                             | –                         |
| 11. April 2009 – 17. April 2009 1 Woche (insgesamt 1) | 1                                          | Jim Jones                                  | Pray IV Reign                                                     | –                         |
| 18. April 2009 – 24. April 2009 1 Woche (insgesamt 1) | 1                                          | UGK                                        | UGK 4 Life                                                        | –                         |
| 25. April 2009 – 8. Mai 2009 2 Wochen (insgesamt 2) | 2                                          | Jadakiss                                   | The Last Kiss                                                     | –                         |
| 9. Mai 2009 – 29. Mai 2009 3 Wochen (insgesamt 3) | 3                                          | Rick Ross                                  | Deeper Than Rap                                                   | –                         |
| 30. Mai 2009 – 5. Juni 2009 1 Woche (insgesamt 1) | 1                                          | Cam’ron                                    | Crime Pays                                                        | –                         |
| 6. Juni 2009 – 17. Juli 2009 6 Wochen (insgesamt 6) | 6                                          | Eminem                                     | Relapse                                                           | –                         |
| 18. Juli 2009 – 24. Juli 2009 1 Woche (insgesamt 1) | 1                                          | Maino                                      | If Tomorrow Comes...                                              | –                         |
| 25. Juli 2009 – 31. Juli 2009 1 Woche (insgesamt 7) | 7                                          | Eminem                                     | Relapse                                                           | –                         |
| 1. August 2009 – 14. August 2009 2 Wochen (insgesamt 2) | 2                                          | Twista                                     | Category F5                                                       | –                         |
| 15. August 2009 – 4. September 2009 3 Wochen (insgesamt 3) | 3                                          | Fabolous                                   | Loso's Way                                                        | –                         |
| 5. September 2009 – 11. September 2009 1 Woche (insgesamt 1) | 1                                          | Sean Paul                                  | Imperial Blaze                                                    | –                         |
| 12. September 2009 – 18. September 2009 1 Woche (insgesamt 4) | 4                                          | Fabolous                                   | Loso's Way                                                        | –                         |
| 19. September 2009 – 25. September 2009 1 Woche (insgesamt 1) | 1                                          | Pitbull                                    | Rebelution                                                        | –                         |
| 26. September 2009 – 4. Dezember 2009 10 Wochen (insgesamt 10) | 10                                         | Jay Z                                      | The Blueprint 3                                                   | –                         |
| 5. Dezember 2009 – 25. Dezember 2009 3 Wochen (insgesamt 3) | 3                                          | 50 Cent                                    | Before I Self Destruct                                            | –                         |